# Afromarengo coriacea
Espèce
Synonymes
- Marengo coriacea Simon, 1900
- Marengo kibonotensis Lessert, 1925

Afromarengo coriacea est une espèce d'araignées aranéomorphes de la famille des Salticidae.

## Distribution
Cette espèce se rencontre en Afrique du Sud, au Mozambique, en Tanzanie, au Kenya, au Congo-Kinshasa et en Côte d'Ivoire.

## Description
Le mâle holotype mesure 2,5 mm.
Les mâles mesurent de 2,75 à 3,55 mm et les femelles de 2,65 à 3,45 mm.

## Systématique et taxinomie
Cette espèce a été décrite sous le protonyme Marengo coriacea par Simon en 1900. Elle est placée dans le genre Afromarengo par Benjamin en 2004.
Marengo kibonotensis a été placé en synonymie par Wanless en 1978.

## Publication originale
- Simon, 1900 : « Descriptions d'arachnides nouveaux de la famille des Attidae. » Annales de la Société Entomologique de Belgique, vol. 44, p. 381-407 (texte intégral).